# Beach Park
Beach Park es una villa ubicada en el condado de Lake en el estado estadounidense de Illinois. En el Censo de 2010 tenía una población de 13638 habitantes y una densidad poblacional de 741,54 personas por km².

## Geografía
Beach Park se encuentra ubicada en las coordenadas 42°26′32″N 87°52′31″O / 42.44222, -87.87528. Según la Oficina del Censo de los Estados Unidos, Beach Park tiene una superficie total de 18.39 km², de la cual 18.39 km² corresponden a tierra firme y (0%) 0 km² es agua.

## Demografía
Según el censo de 2010, había 13638 personas residiendo en Beach Park. La densidad de población era de 741,54 hab./km². De los 13638 habitantes, Beach Park estaba compuesto por el 68.91% blancos, el 10.67% eran afroamericanos, el 0.62% eran amerindios, el 5.67% eran asiáticos, el 0.04% eran isleños del Pacífico, el 10.62% eran de otras razas y el 3.47% pertenecían a dos o más razas. Del total de la población el 25.08% eran hispanos o latinos de cualquier raza.

## Educación
El Distrito Escolar 60 de la Unidad Comunitaria gestiona escuelas públicas que sirven al parte de la ciudad.